# Bellwood (Nebraska)
Bellwood est un village du comté de Butler, dans l'État du Nebraska, aux États-Unis. En 2020, il comptait une population de 407 habitants.